# 王希堯
王希堯（1525年—？），字汝仁，陝西慶陽府安化縣（今甘肃陇南市武都区安化镇）人，民籍，明朝政治人物。

## 生平
嘉靖二十八年（1549年）己酉科陝西鄉試第三名舉人，嘉靖二十九年（1550年）中式庚戌科會試第一百五十四名，三甲第三十名進士。授山東歷城知縣。

## 家族
曾祖王允；祖父王懷，典史；父王守正。母劉氏。重庆下。弟希舜、希禹。